# Hoplopeza chloropa
Hoplopeza chloropa är en tvåvingeart som beskrevs av Mario Bezzi 1909. Hoplopeza chloropa ingår i släktet Hoplopeza och familjen puckeldansflugor. Inga underarter finns listade i Catalogue of Life.